# Trzęsiogon Taczanowskiego
Trzęsiogon Taczanowskiego (Cinclodes taczanowskii) – gatunek średniej wielkości ptaka z rodziny garncarzowatych (Furnariidae). Występuje endemicznie na wybrzeżach Peru.
Systymatyka
Blisko spokrewniony z trzęsiogonem ciemnym (C. nigrofumosus). Nie wyróżnia się podgatunków. Nazwa gatunkowa została nadana na cześć polskiego ornitologa Władysława Taczanowskiego, autora m.in. Ornithology of Peru (1884–86).
Wymiary średnie
- Długość – 21–22 cm[4]
- Masa ciała – 62–67 g[4]

Pożywienie
Żywi się bezkręgowcami takimi jak mięczaki, kraby czy równonogi. Żeruje samotnie lub w parach.
Status
Międzynarodowa Unia Ochrony Przyrody (IUCN) uznaje trzęsiogona Taczanowskiego za gatunek najmniejszej troski (LC – least concern) nieprzerwanie od 1988 roku. Liczebność populacji nie została oszacowana, ale ptak ten opisywany jest jako dość pospolity. Ze względu na brak dowodów na spadki liczebności bądź istotne zagrożenia dla gatunku, BirdLife International uznaje trend liczebności populacji za stabilny.